# Лейманская волость
Лейманская волость (латыш. Leimaņu pagasts) — одна из двадцати пяти территориальных единиц Екабпилсского края Латвии. Находится на юге края. Граничит с Дигнайской, Засской, Акнистской, Рубенской и Калнской волостями своего края.
Крупнейшими населёнными пунктами волости являются: Межгале (волостной центр), Леймани, Путраймини, Скривери, Стради, Виргулани, Занани.
По территории волости протекают реки: Алдауница, Эрмите, Яуналдауница, Вецаулдауница.
Проходя через село Леймани, волость пересекает региональная автодорога P72 Илуксте — Бебрене — Биржи.

## История
В 1945 году в Биржской волости Екабпилсского уезда был основан Лейманский сельский совет. После отмены в 1949 году волостного деления он долгое время входил в состав Екабпилсского района.
В 1954 году к Лейманскому сельсовету был присоединён ликвидированный Межгальский сельсовет. В 1963 году — колхоз «Заля земе» Акнистской сельской территории. В 1977 году часть территории Лейманского сельсовета была переподчинена Калнскому сельсовету.
В 1990 году Лейманский сельсовет был реорганизован в волость. В 2009 году, по окончании латвийской административно-территориальной реформы, Лейманская волость вошла в состав Екабпилсского края.